# Open the Brave Gate Championship
L'Open the Brave Gate Championship est un championnat de catch de la Dragon Gate, une fédération japonaise. Il s'agit du championnat individuel secondaire de cette fédération. Il est créé le 3 mars 2005 quand Naruki Doi bat Yossino en finale d'un tournoi pour devenir le premier champion. Depuis sa création, 22 catcheurs ont détenu ce titre.

## Statistiques et liste des détenteurs de ce titre
| # | Catcheur        | Nombre de fois | Date              | Durée           | Lieu              | Notes                                                                                | Réf   |
| - | --------------- | -------------- | ----------------- | --------------- | ----------------- | ------------------------------------------------------------------------------------ | ----- |
| 1 | Naruki Doi      | 1              | 3 mars 2005       | 245 jours       | Nagoya            | Bat Yossino en finale d'un tournoi pour devenir le premier champion.                 | [ 1 ] |
| 2 | Dragon Kid      | 1              | 13 novembre 2005  | 84 jours        | Nagoya            |                                                                                      |       |
| - | Vacant          | 1              | 5 février 2006    | NC              |                   | Le titre est vacant après un match entre Dragon Kid et Masato Yoshino.               |       |
| 3 | Masato Yoshino  | 1              | 19 mars 2006      | 330 jours       | Saitama           | Il bat Dragon Kid.                                                                   |       |
| 4 | Matt Sydal      | 1              | 12 février 2007   | 41 jours        | Hyogo             |                                                                                      |       |
| 5 | Genki Horiguchi | 1              | 25 mars 2007      | 98 jours        | Préfecture de Mie |                                                                                      |       |
| 6 | Yasushi Kanda   | 1              | 1er juillet 2007  | 83 jours        | Hyogo             |                                                                                      |       |
| 7 | Masato Yoshino  | 2              | 22 septembre 2007 | 204 jours       | Tokyo             |                                                                                      |       |
| 8 | Anthony W. Mori | 1              | 13 avril 2008     | moins d'un jour | Nagoya            |                                                                                      |       |
| - | Vacant          | 2              | 13 avril 2008     |                 | Nagoya            | Le titre est vacant car des catcheurs sont intervenu durant le match de championnat. |       |